# Isenthal
Isenthal is een gemeente en plaats in het Zwitserse kanton Uri.
Isenthal telt 519 inwoners.
Altdorf · Andermatt · Attinghausen · Bauen · Bürglen · Erstfeld · Flüelen · Göschenen · Gurtnellen · Hospental · Isenthal · Realp · Schattdorf · Seedorf · Seelisberg · Silenen · Sisikon · Spiringen · Unterschächen · Wassen
- Gemeinsame Normdatei: 4516697-3
- Historisch woordenboek van Zwitserland: 000700
- Virtual International Authority File: 240532225
- WorldCat: E39PBJxrTgxcgpgCb36Jhc4Qbd